# Mausoleo Trivulzio
Il mausoleo Trivulzio, a cui ci si riferisce anche come cappella Trivulzio o Trivulza, è una monumentale cappella dedicata alla Beata Vergine Maria, realizzata dal Bramantino nel complesso della basilica di San Nazaro in Brolo a Milano.

## Storia
La costruzione fu iniziata nel 1512 per volere di Gian Giacomo Trivulzio, membro dell'antica famiglia patrizia milanese dei Trivulzio: amico fraterno di Galeazzo Maria Sforza, entrò in conflitto con Ludovico il Moro, usurpatore dei discendenti dell'amico Galeazzo Maria fino a fuggire dal ducato e guidare le armate francesi nella discesa in Italia. Vittorioso nella sua campagna in Lombardia fu nominato luogotenente a Milano, quando decise di erigere la monumentale cappella in luogo del quadriportico dell'antica basilica: posizione decisamente insolita per una cappella.
Aveva un proprio clero, otto cappellani sotto la guida di un proprio arciprete (denominati a volte, forse impropriamente, canonici trivulziani) di giuspatronato della famiglia fondatrice e che avevano i propri alloggi nella vicina via (o vicolo) dedicata Santa Caterina.
I lavori per la decorazione interna della cappella terminarono nel 1565, mentre l'esterno che doveva quantomeno avere un pronao tetrastilo non fu mai terminato. Con l'avvento della Controriforma i Trivulzio furono costretti a traslare le salme dei defunti nella cripta sotterranea ed i paramenti e decorazioni interne della cappella furono rimossi. Nel 1630 tuttavia la cripta fu adibita a fopponino per sopperire alla necessità di spazi per la tumulazione dei morti della peste manzoniana, per cui le salme della famiglia finirono disperse. Dopo numerose manomissioni negli anni, l'interno della cripta fu restaurata e portata nel suo stato originale nel secondo dopoguerra.

## Descrizione
Il mausoleo fu realizzato su progetto di Bartolomeo Suardi, detto il Bramantino: presenta la forma di un grande parallelepipedo a pianta quadrata in mattoni in cotto che finì per coprire l'originale facciata dalla basilica Apostolorum. La facciata del monumento è decorata da semplici lesene di ordine tuscanico, da una bifora sull'ordine superiore e da un portale sormontato da un timpano triangolare. L'interno presenta una è pianta ottagonale e può essere suddiviso in tre partiture orizzontali: la fascia inferiore con nicchie al livello del calpestio con tracce di alcuni affreschi; la fascia mediana con delle nicchie all'altezza di circa 4-5 metri contenenti i sarcofagi delle spoglie dei membri della famiglia Trivulzio e la fascia superiore in cui si aprono le grandi bifore sorrette ognuna da una colonna dorica centrale.
Nei nicchioni sono posizionate arche di membri della famiglia Trivulzio, e di Paola Gonzaga (†1519) figlia di Rodolfo, realizzate in parte da Francesco Briosco e in parte da Marco d'Agrate: sotto all'arca di Gian Giacomo Trivulzio, posta in corrispondenza del portale d'ingresso vi è la seguente scritta
(Iscrizione sotto l'arca di Gian Giacomo Trivulzio il grande)
L'opera del Bramantino presenta nel suo complesso una grande sobrietà ed austera eleganza anticipatrice delle tematiche architettoniche della Controriforma. La struttura architettonica della cappella parrebbe inoltre ispirata al vicino sacello di Sant'Aquilino presso la basilica di San Lorenzo.

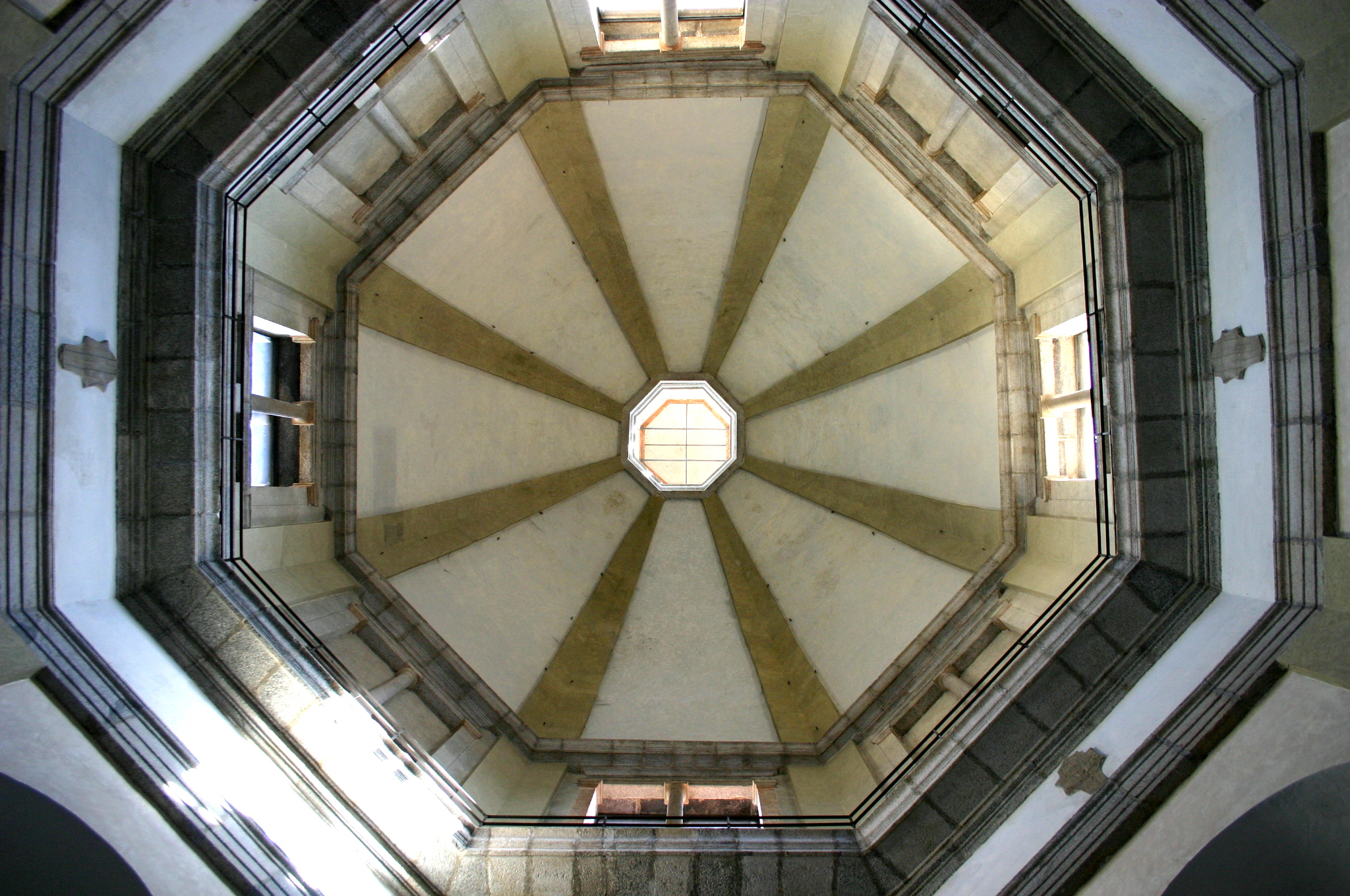
Interno della cupola
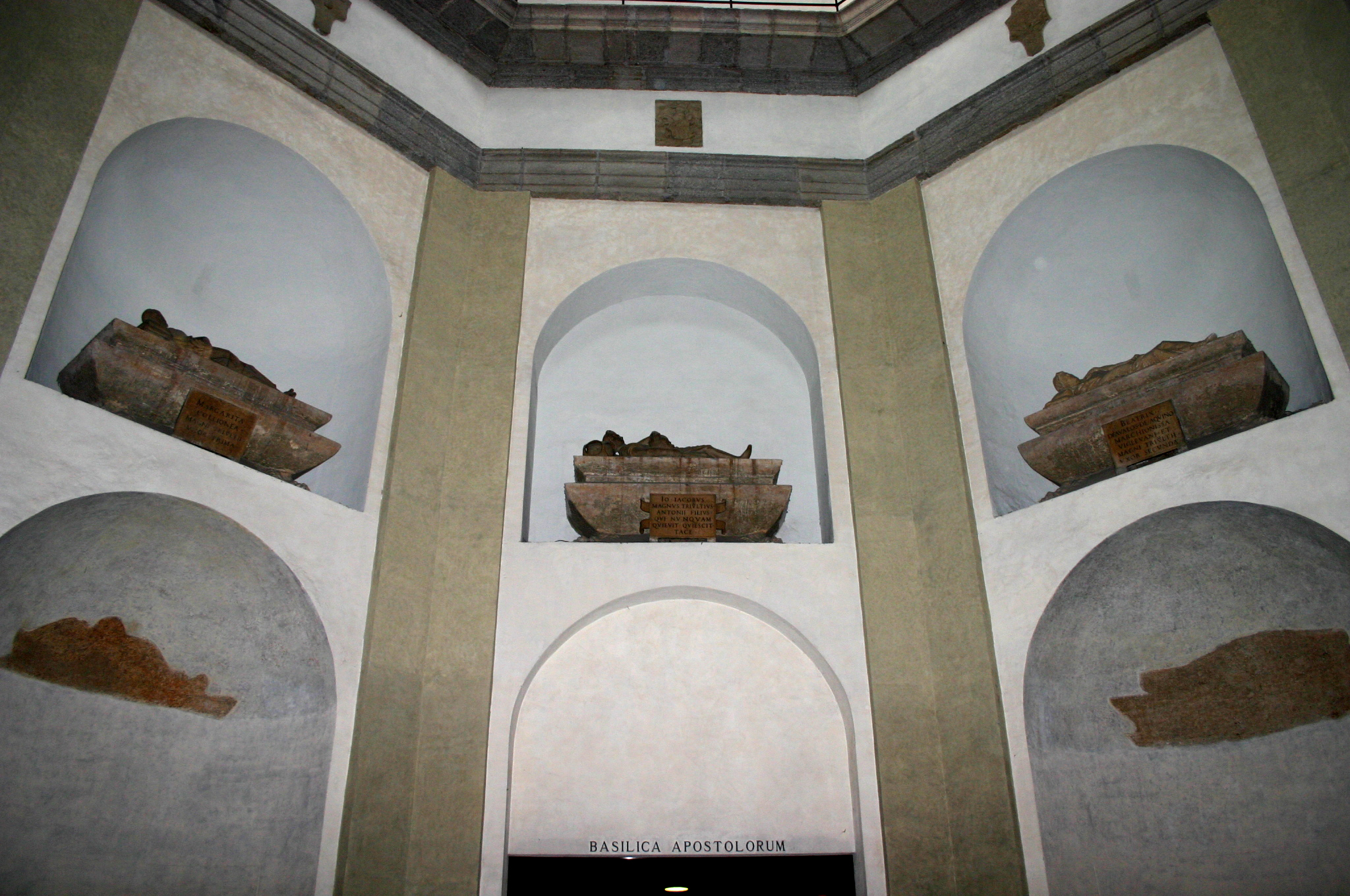
Arche sopra l'ingresso della basilica
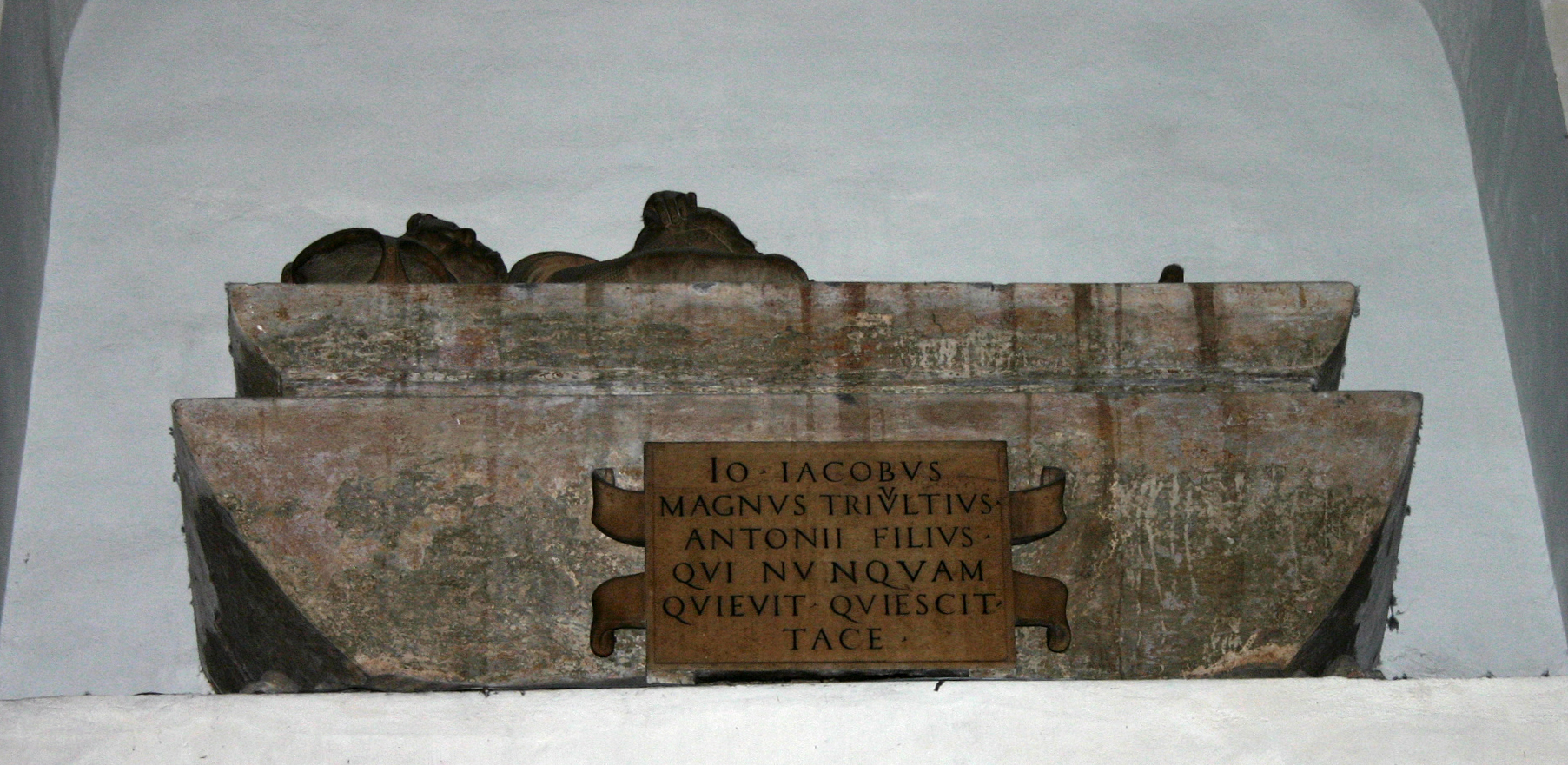
Tomba di Gian Giacomo Trivulzio
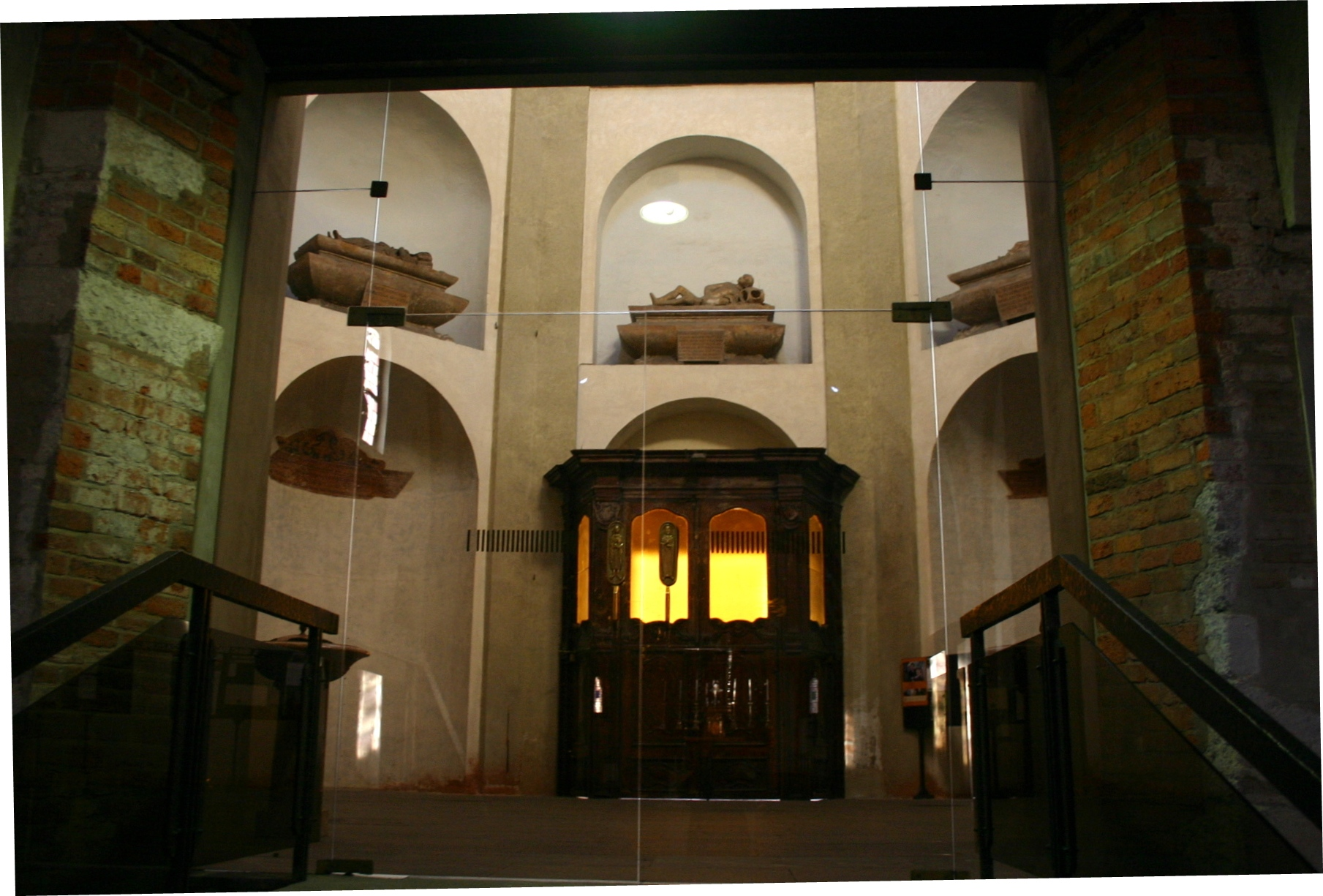
La cappella vista dalla basilica
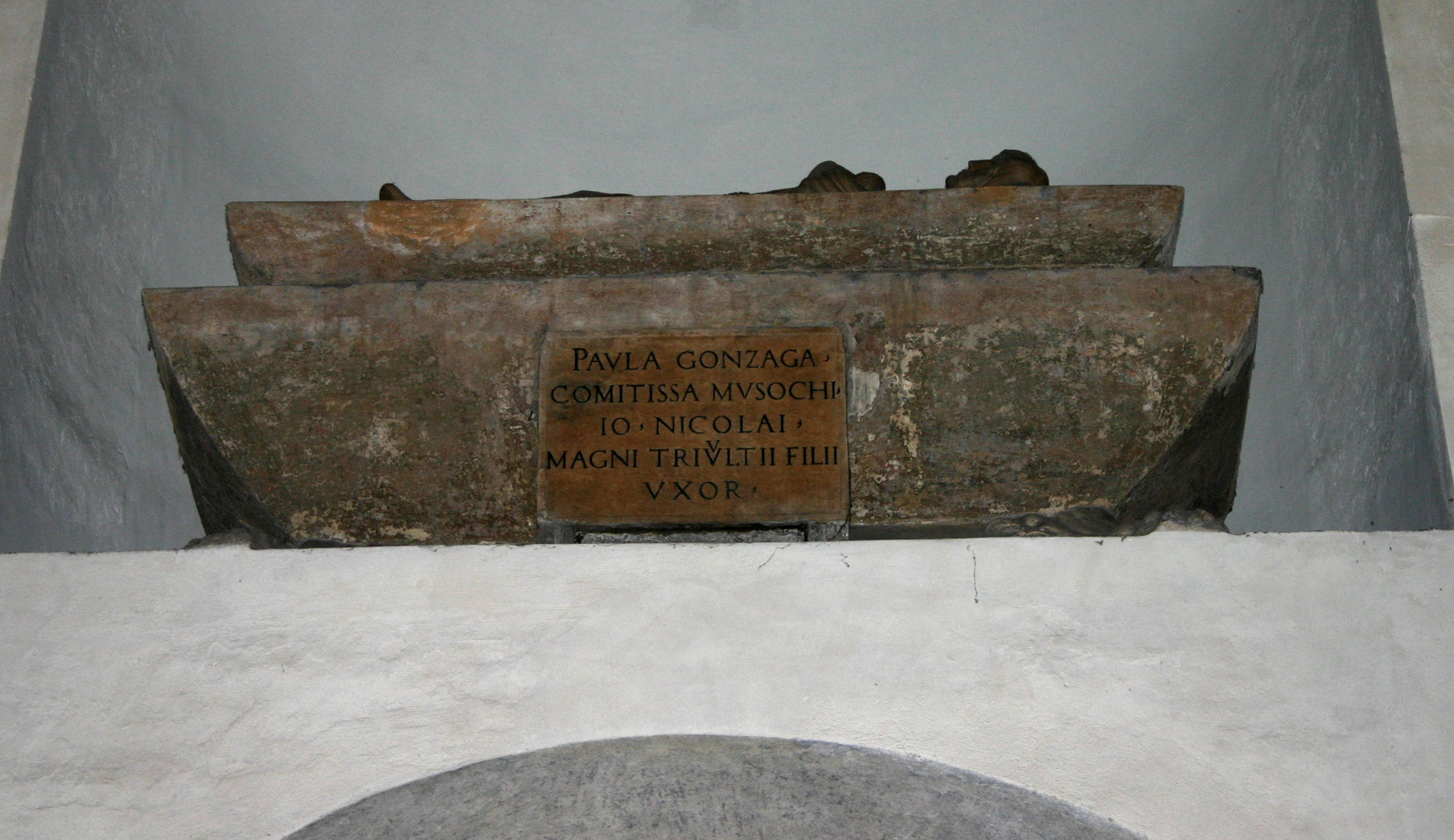
Tomba di Paola Gonzaga
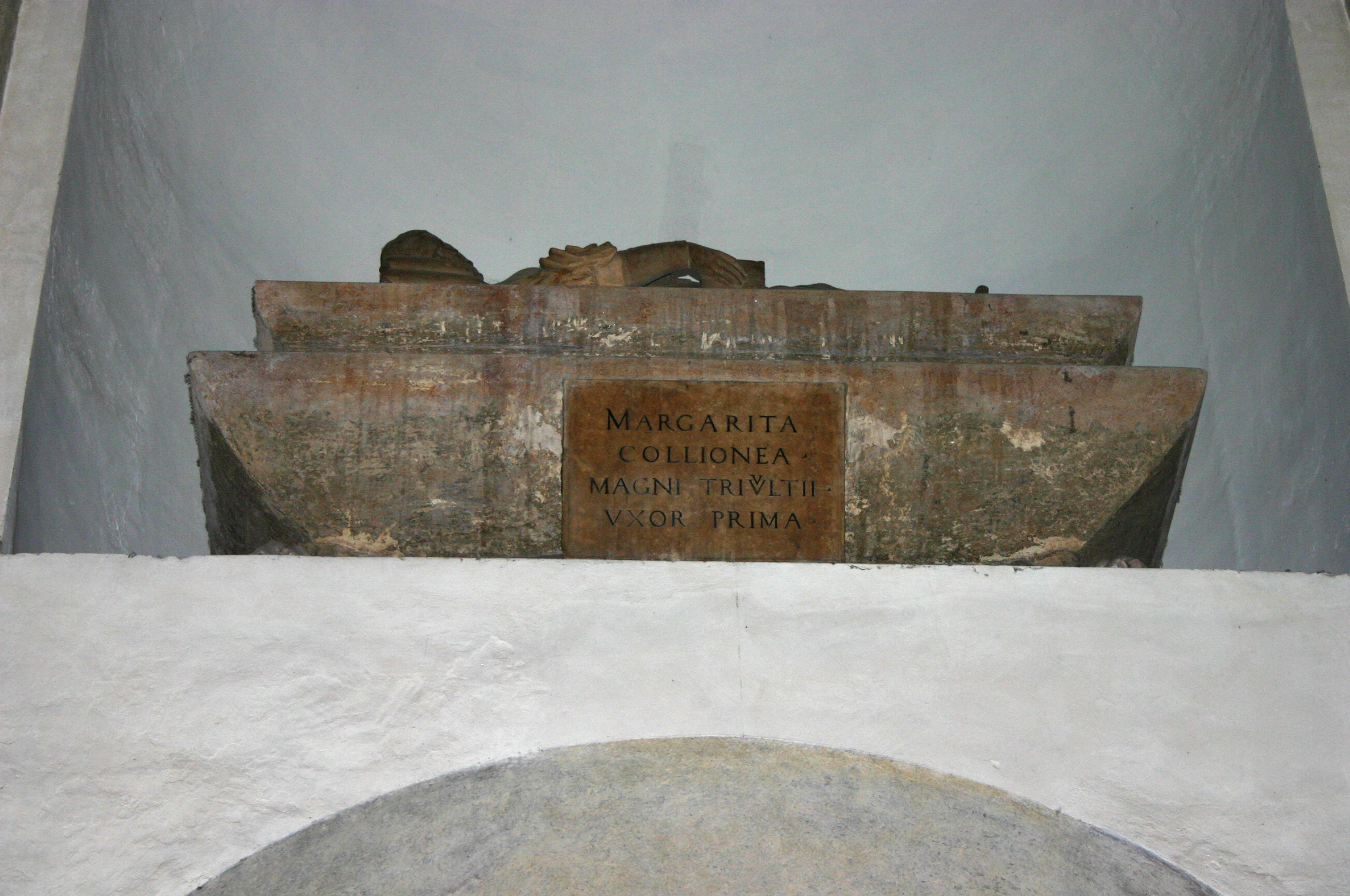
Tomba di Margherita Colleoni